# Mesoxantha ethosea
Mesoxantha ethosea är en fjärilsart som beskrevs av Dru Drury 1782. Mesoxantha ethosea ingår i släktet Mesoxantha och familjen praktfjärilar. Inga underarter finns listade i Catalogue of Life.